# Leopold Schlik zu Bassano und Weißkirchen

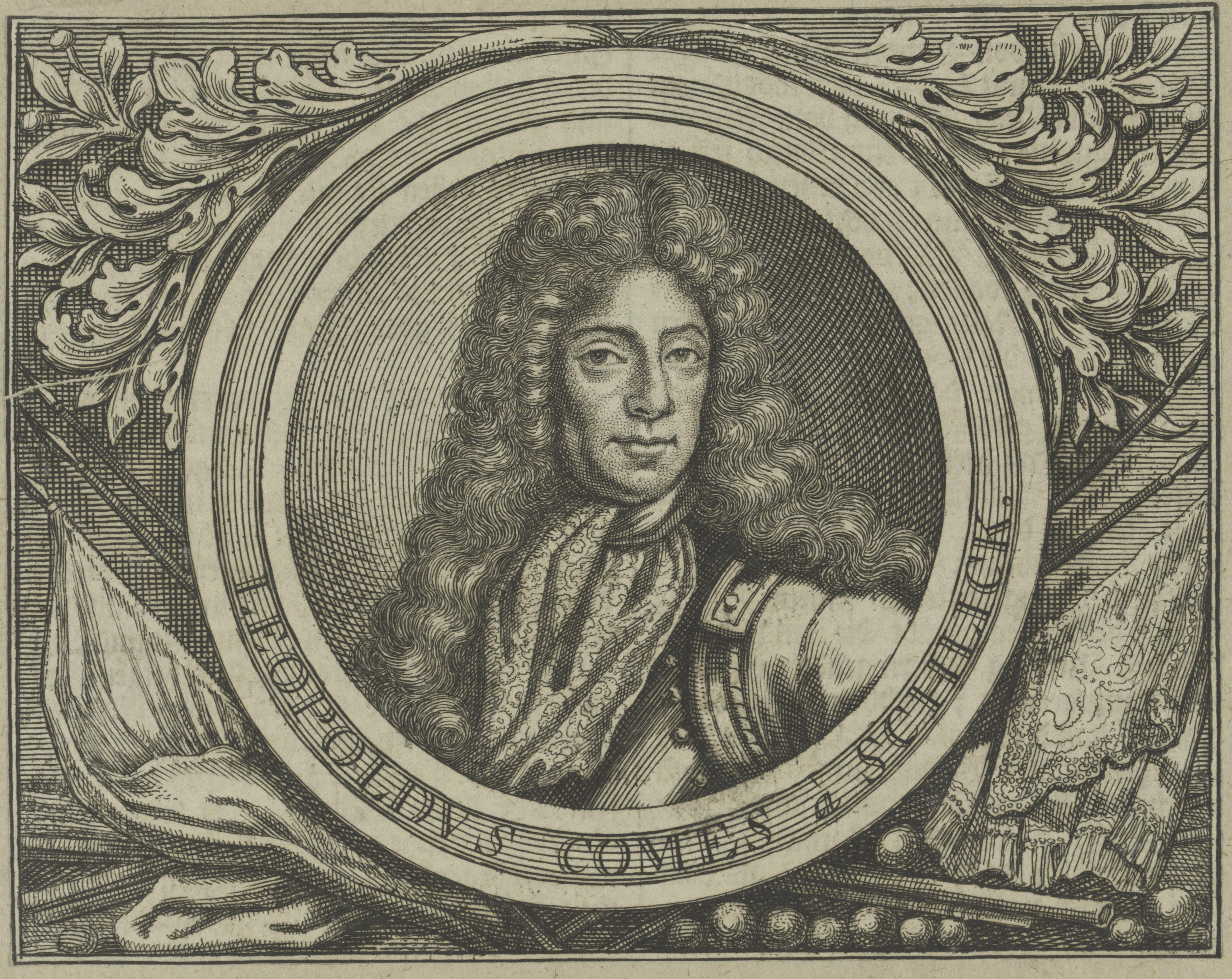
Leopold Comes a Schlick

Leopold Anton Joseph Schlik zu Bassano und Weißkirchen, auch Schlick oder Šlik (* 10. Juli 1663; † 10. April 1723) war ein kaiserlicher Generalkriegskommissar, Botschafter, Feldmarschall und böhmischer Hofkanzler während des Spanischen Erbfolgekrieges.

## Leben

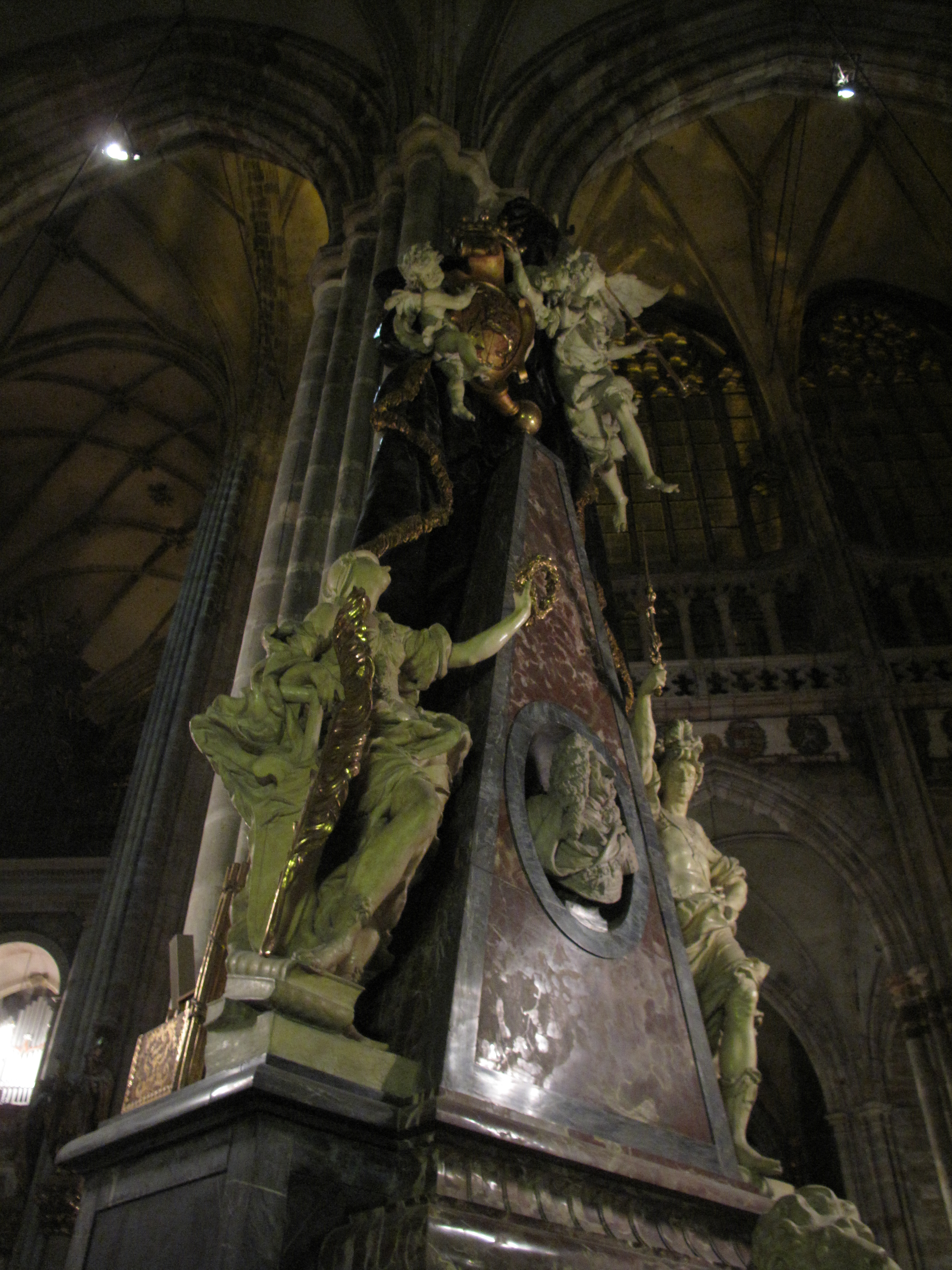
Prag, Veitsdom: Am Pfeiler gegenüber der Wenzelskapelle steht das Epitaph des Šlik, in Marmor ausgeführt von Franz Maximilian Kaňka nach einem Entwurf des Architekten Joseph Emanuel Fischer von Erlach.

Šlik war in zweiter Ehe mit Maria Josepha Wratislaw, einer Schwester von Johann Wenzel Wratislaw von Mitrowitz, verheiratet. Zu seinen Vorfahren gehörte Heinrich Schlick zu Passaun und Weißkirchen, Hofkriegsratspräsident von 1644 bis 1648. Von Anfang Oktober 1698 bis 26. Januar 1699 vertrat Generalmajor Šlik mit Wolfgang von Oettingen-Wallerstein Kaiser Leopold I. bei den Verhandlungen zum Frieden von Karlowitz. Šlik gehörte zu den Kriegsgewinnern in Südungarn, er erhielt Latifundien in den ungarischen, neoacquistischen Gebieten von der Neoacquistischen Kommission.
Am 26. Januar 1683 unterzeichneten Wenzel Ferdinand Popel von Lobkowitz und Max II. Emanuel von Bayern ein Verteidigungsabkommen gegen Frankreich und gegen das Osmanische Reich. Max Emanuel verpflichtete sich, gegen jährliche Subsidien von 250.000 Gulden im Frieden und 450.000 Gulden im Krieg, 8000 Mann zu stellen; darüber hinaus übernahm er mit 15.000 Mann die Deckung gegen einen französischen Angriff auf Vorderösterreich und Tirol. Im März 1692 ging Max Emanuel als spanischer Generalgouverneur der Spanischen Niederlande nach Brüssel. Am 20. Juni 1692 wurde Šlik Generalfeldwachtmeister. Am 6. Februar 1699 starb der Sohn von Max Emanuel, Joseph Ferdinand von Bayern, in Brüssel. Bei diesem Tod stand eine Vergiftung durch Agenten des Kaisers im Raum. In der Folge wurde Max Emanuel in der Erfüllung seiner Pflichten als Condottiere gegenüber dem Kaiser säumig und kehrte Ende April 1701 nach Baiern zurück. Leopold I. beförderte Šlik am 23. Januar 1700 zum Feldmarschallleutnant und sandte ihn 1702 zu Therese Kunigunde von Polen nach München. Max Emanuel ließ von September 1702 bis Dezember 1703 das reichsunmittelbare Ulm durch Überrumpeln besetzen. Im März 1703 überquerte General Šlik von Salzburg die bayrische Landesgrenze und ging gegen die Landmilizen des offenbar abtrünnigen Max Emanuel in Baiern vor. Im Juni 1703 eroberte Max Emanuel mit 12.600 Mann Kufstein und scheiterte an der Pontlatzer Brücke, was als Bayrischer Rummel in Tirol bezeichnet wird. Zu diesem Zeitpunkt war Claude-Louis-Hector de Villars, der Botschafter Ludwigs XIV., bei Max Emanuel der Gegenspieler von Šlik im Kabinettskrieg.
Anfang Oktober 1703 ernannte Kaiser Leopold I. den Generalleutnant Šlik zum Oberbefehlshaber der kaiserlichen Heere in Ungarn. Ab 9. Oktober 1703 ließ Šlik in Preßburg (heute Bratislava) Truppen gegen den Aufstand von Franz II. Rákóczi ausheben. Am 2. Mai 1704 wurde Šlik General der Kavallerie.
Am 13. August 1704 fand die Zweite Schlacht bei Höchstädt statt, nach der Maximilian Emanuel aus Baiern flüchtete. In der Folge hoben die kaiserliche Truppen unmittelbar Truppen in Baiern aus, was zum Braunauer Parlament am 25. Dezember 1705 zur Sendlinger Mordweihnacht und zur Schlacht von Aidenbach führte.
Kaiser Joseph I. übertrug mit Zustimmung von Prinz Eugen von Savoyen 1705 Šlik das Amt des Generalkriegskommissars. In dieser Funktion wechselte Šlik vom Lager von Karl Theodor von Salm zu dem seines Schwagers Johann Wenzel Wratislaw von Mitrowitz. Für die Stationierung von kaiserlichen Truppen in den Spanischen Niederlanden beantragte Prinz Eugen, die Stationierungslasten auf das gesamte Reich zu verteilen. Diese Inanspruchnahme der kaiserlichen Finanzen veranlasste aber den General-Kriegs-Commissär Šlik zu erwidern, dass eine Million Francs zur Verpflegung der kaiserlichen Truppen für die sechs Wintermonate genügen müsste und der Prinz trachten möge, die Holländer zur Übernahme der Deckung des ganzen Bedarfes zu bewegen; dass übrigens kein Grund vorliege, weshalb die kaiserlichen Truppen in den Niederlanden besser bezahlt werden sollten als in den übrigen Ländern. Unter Kaiser Karl VI. setzte Prinz Eugen die Ablösung Sliks durch.
Am 15. Juni 1707 wurde Šlik Feldmarschall. Von 1713 bis 1723 war er oberster Kanzler der Länder der Böhmischen Krone und damit Stellvertreter von Joseph I. in Böhmen.